# Laclubar
Laclubar (Laclúbar, Laklubar, Luclubar) ist der Hauptort des osttimoresischen Verwaltungsamts Laclubar in der Gemeinde Manatuto. Von 1936 bis kurz nach dem Zweiten Weltkrieg hieß der Ort Vila de Nova Ourique.

## Geographie
| Ortsteile von Laclubar |                      |        |          |                      |        |
| Orte                   | Position             | Höhe   | Orte     | Position             | Höhe   |
| Are Ain                | 8° 44′ S, 125° 55′ O | 980 m  | Balulin  | 8° 45′ S, 125° 54′ O | 1074 m |
| Bamatac                | 8° 45′ S, 125° 54′ O | 1192 m | Fatuha   | 8° 44′ S, 125° 54′ O | 1074 m |
| Lawado                 | 8° 45′ S, 125° 54′ O | 1120 m | Orlalan  | 8° 45′ S, 125° 55′ O | 1077 m |
| Torilalan              | 8° 45′ S, 125° 55′ O | 1120 m | Lihutula | 8° 44′ S, 125° 55′ O | 1012 m |
| Wer Ulun               | 8° 44′ S, 125° 55′ O | 1074 m |          |                      |        |

Der Ort Laclubar liegt im gebirgigen Landesinneren Timors auf einer Meereshöhe von 1120 m, knapp 40 km in Luftlinie südöstlich von der Landeshauptstadt Dili und knapp 30 km südwestlich der Gemeindehauptstadt Manatuto. Die steilen Berge bilden um das Ortszentrum im Suco Orlalan ein kleines Tal um Form eines Hufeisens. Die Vororte dehnen sich bis in den Suco Batara aus. Seit der Gebietsreform von 2015 gehören die Siedlungen Bamatac und Lawado zum Suco Orlalan, die Aldeias dieses Namens befinden sich aber im Suco Funar weiter westlich. Zwischen den schroffen Bergen dehnen sich Wälder mit zahlreichen kleinen Quellen aus.
Eine verhältnismäßig gut ausgebauten Straße führt nach Norden Richtung Manatuto und nach Süden Richtung Soibada.

## Geschichte

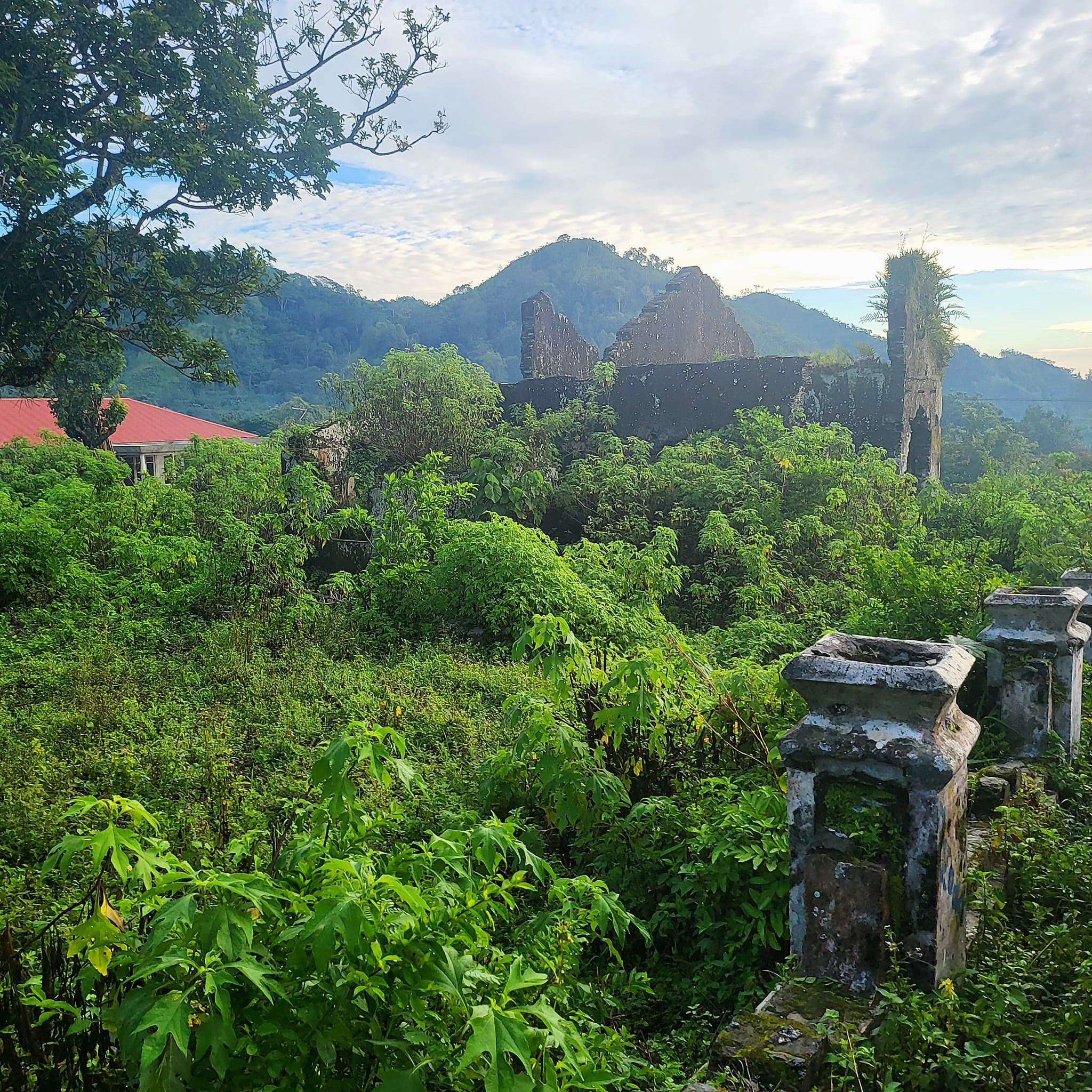
Ruine der kolonialen Verwaltung

Laclubar war das Zentrum eines gleichnamigen Reiches, das erstmals 1868 Erwähnung findet. 1898 wurde ein portugiesischer Militärposten im Ort Laclubar errichtet.
Ende 1979 gab es in Laclubar ein indonesisches Lager für Osttimoresen, die zur besseren Kontrolle von den indonesischen Besatzern umgesiedelt werden sollten.
Laclubar wurde während der indonesischen Operation Donner 1999 in Teilen niedergebrannt und mehrere Unabhängigkeitsbefürworter ermordet.

## Gebäude und öffentliche Einrichtungen

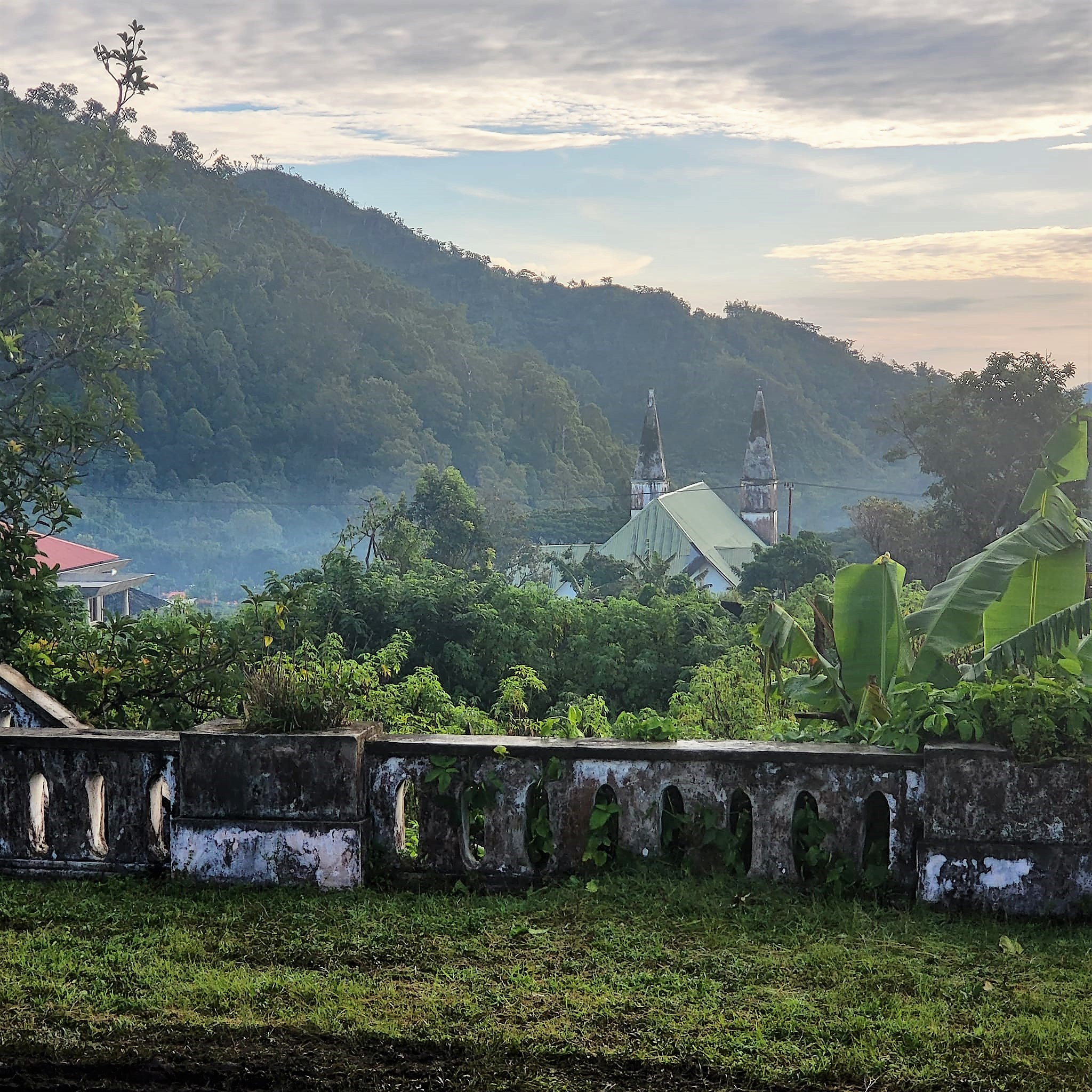
Kirche von Laclubar

In Laclubar gibt es drei Grundschulen, eine präsekundäre Schule, einen Hubschrauberlandeplatz und ein kommunales Gesundheitszentrum. Der Ordem Hospitalária de São João de Deus betreibt mit dem Centro de Apoio à Saúde eine Einrichtung für Menschen mit psychischen Erkrankungen. Es verfügt über zwölf stationäre Plätze. Vom ehemaligen Sitz des portugiesischen Administrators, nahe der Pfarrkirche Nossa Senhora da Graça, sind nur noch Ruinen übrig.

## Persönlichkeiten
- Luís Ximenes Caldeira (* 1968), Politiker und Dozent
- Avelino Coelho da Silva (* 1963), Parteichef der Partido Socialista de Timor und Staatssekretär für den Ministerrat
- Izilda Pereira Soares (* 1958), Abgeordnete im Nationalparlament
- José Abílio Osório Soares (1947–2007) letzter indonesischer Gouverneur Osttimors
- Maria Terezinha Viegas (* 1964), Staatssekretärin für parlamentarische Angelegenheiten